# Davide Zoboli
Davide Zoboli (n. 8 de octubre de 1981 en Parma) es un futbolista italiano que actualmente juega para el Brescia en la Serie B. Juega como defensor.
Firmó un contrato con el Brescia en julio de 2004, debutando en la Serie A el 26 de septiembre de 2004 contra el Udinese.

## Clubes
| Club                      | País   | Año       |
| ------------------------- | ------ | --------- |
| Parma                     | Italia | 1999-2002 |
| Benevento Calcio (cedido) | Italia | 2000-2001 |
| AS Sora (cedido)          | Italia | 2001-2002 |
| AC Monza                  | Italia | 2002-2004 |
| UC AlbinoLeffe (cedido)   | Italia | 2004      |
| Brescia                   | Italia | 2004-     |
| Torino (cedido)           | Italia | 2009-2010 |